# Wielokrążek potęgowy

Potrójny wielokrążek potęgowy

Wielokrążek potęgowy – maszyna prosta, składająca się z szeregowego ciągu krążków przesuwnych.
Zależność opisująca działanie wielokrążka potęgowego:
{\displaystyle P={\frac {Q}{2^{n}}},}
gdzie:
{\displaystyle n} – liczba krążków przesuwnych,
{\displaystyle P} – siła poruszająca,
{\displaystyle Q} – siła użyteczna (np. od podnoszonego ciężaru).
Powyższa zależność określa wartość siły poruszającej układ wielokrążka by podnieść ciężar {\displaystyle Q.}

## Wielokrążek potęgowy w układach rzeczywistych
W układach rzeczywistych dochodzą zjawiska dynamiczne, związane z inercją układu oraz straty mechaniczne związane z oporami ruchu. W naszym przypadku przyjmujemy, że ruch w układzie jest ruchem ustalonym.
Wtedy spełnione jest równanie:
{\displaystyle P={\frac {Q}{\eta _{wkp}{2^{n}}}},}
gdzie:
{\displaystyle \eta _{wkp}=\left({\frac {1+\eta }{2}}\right)^{n}} – sprawność wielokrążka potęgowego,
{\displaystyle \eta } – sprawność pojedynczego krążka.